# Pietro Paolo Vergerio
Pietro Paolo Vergerio (Capodistria, 1498 – Tubinga, 4 de outubro de 1565) foi um  teólogo e bispo católico italiano, posteriormente convertido ao protestantismo.
Vergerio nasceu em Capodistria - atualmente parte da Eslovênia -,  então pertencente à República de Veneza. A partir de 1517 estudou jurisprudência em Pádua, onde teve se graduou em 1524. Exerceu a prática legal em Verona, Pádua e Veneza.
Em 1526 casou-se com Diana, da família  patrícia veneziana Contarini. A morte precoce da esposa teria sido um dos motivos que o levaram  a voltar-se para a carreira eclesiástica.
Em 1533 e 1535, foi enviado, como núncio apostólico, à corte de Fernando I, Sacro Imperador Romano-Germânico, com o intuito de realizar  um concílio  em Mântua, visando por um fim à separação entre católicos e luteranos. Assim, entrou em contato com Lutero em Wittenberg. Malgrado Vergerio tivesse conseguido poucos resultados no sentido de induzir os protestantes a enviar delegados ao concílio, o Papa Paulo III o enviou novamente para além dos Alpes, agora nomeando-o bispo de Modruš, na Croácia, e depois bispo de Capodistria. 
Em 1540, Vergerio retomou suas atividades diplomáticas. Em março daquele ano, participou da comitiva do cardeal Hipólito em sua viagem à França. Em seguida representou o rei Francisco I da França na conferência religiosa de Ratisbona, na Alemanha, em 1541. Foi todavia criticado foi acusado por muitos, a exemplo do cardeal Gasparo Contarini, de fazer muitas concessões aos protestantes durante a conferência. Foi em memória desse evento que Vergerio escreveu o tratado De unitate et pace ecclesiae. 
Depois de um contínuo contato com os protestantes e com o próprio Lutero, e de muitos estudos de documentos sobre o confronto político-eclesiástico e teológico entre católicos e protestantes, Vergerio começou a aceitar cada vez mais as novas ideias, embora não pretendesse deixar a Igreja, nem  tivesse ido além das tentativas de reforma que estavam sendo empreendidas por membros da hierarquia católica, a exemplo de Gasparo Contarini. Ele e seu irmão Gianbattista, à época bispo de Pula, começam então a difundir as ideias protestantes e - mais que isso - colocá-las em prática, o que acabou por levá-los à Inquisição.
Até os últimos anos de sua vida, Vergerio manteve sua atividade de polemista religioso. A vasta bibliografia latina e italiana de Vergerio atraiu numerosos pesquisadores pela sua importância, sobretudo do ponto de vista da difusão do protestantismo e das posições contrárias à Igreja Católica Romana na Europa.